# شاك مور
شاك مور (مواليد 2 نوفمبر 1996) هو لاعب كرة قدم أمريكي يلعب في مركز الظهير الأيمن في نادي ناشفيل إس سي.

## وصلات خارجية
- شاك مور على موقع الدوري الأمريكي (الإنجليزية)
- شاك مور على موقع قاعدة بيانات كرة القدم.إي يو (الإنجليزية)
- شاك مور على موقع ناشيونال فوتبول تيمز (الإنجليزية)
- شاك مور على موقع Soccerbase.com (لاعب) (الإنجليزية)
- شاك مور على موقع Soccerway.com (الإنجليزية)
- شاك مور على موقع عالم كرة القدم.نت (الإنجليزية)